# Carlos Garrido (Journalist)
Carlos Garrido (* 1950 in Barcelona) ist ein spanischer Journalist, Schriftsteller, Rockmusiker und Archäologe.
Er veröffentlichte Studien über die Balearen sowie diverse Kulturführer (unter anderem Cabrera Mágica).
Auch über Katalonien und Griechenland verfasste er Studien, Romane und Reportagen.
Sein wohl bekanntestes Werk ist der Roman Ich erzähle es dir auf einer Reise (Te lo contaré en un viaje) über das Schicksal seiner Tochter, bei der im Alter von 21 Jahren mehrere Hirntumoren festgestellt werden.
Zu seinen weiteren Werken gehört De Mola a Mola (Ein Reisebericht von Formentera nach Sa Pobla).